# المجلس الإسلامي الأعلى في كندا
المجلس الإسلامي الأعلى في كندا Islamic Supreme Council of Canada (ISCC) هو منظمة كندية إسلامية مقرها في كالغاري في ألبرتا في كندا.
أسسه الإمام الصوفي سيد سوهرواردي في عام 2000، بهدف نشر فهم للإسلام بين الكنديين، ونشر التسامح بين الكنديين تجاه المسلمين.